# Jeanbouillonia maserati
Jeanbouillonia maserati ist eine im Nordatlantik lebende Art der Hydrozoen (Hydrozoa). Die Art ist die einzige Art der Gattung Jeanbouillonia, die wiederum die einzige Gattung der Familie Jeanbouillonidae ist. Die Gattung ist nach Prof. Jean Bouillon benannt, ein herausragender Bearbeiter der Hydrozoen. Das Artepitheton spielt auf das Firmenemblem des Autoherstellers Maserati an, da der Tentakel der Meduse in seiner Form an einen Dreizack erinnert.

## Merkmale
Bisher sind keine Hydroidpolypen bekannt. Die etwa 3 mm im Durchmesser messende Meduse hat einen stark gewölbten, kugeligen Schirm ohne apikalen Vorsprung. Das Manubrium ist kreuzförmig, orange gefärbt und etwa 1 mm hoch. Die Rücken sind perradial, die tiefen Gruben interradial. Der Mund weist vier einfache Lippen auf, die Öffnung des Schirmes erreichen. Es sind vier, gerade verlaufende radiale Kanäle vorhanden. Die flachen, gelblich gefärbten Gonaden sind interradial am Manubrium befestigt, die perradialen Rücken sind ausgespart. Es sind vier randliche Kolben ausgebildet, nur ein Kolben trägt einen dreizack-ähnlichen, etwa 1,5 mm langen Tentakel. Der dem Tentakeltragenden Kolben gegenüberliegende Kolben weist nur eine kleine Beule anstelle des Tentakels auf. Die restlichen zwei Randkolben sind rudimentär ohne Tentakeln oder Beulen. Auf den Randkolben sitzen jeweils sieben bis acht Nesselzellen.

## Geographisches Vorkommen
Die Art ist bisher nur vom Georges Basin im Nordatlantik (42° 25,3’ N und 67° 31,3’ W) zwischen 290 m und der dortigen Sedimentoberfläche in 297 m Tiefe gefangen worden.